# City on the Edge of Forever
«City on the Edge of Forever», («Ciudad al borde de para siempre» en Hispanoamérica, «La ciudad al borde de la eternidad» en España), es el 20 episodio de South Park correspondiente al séptimo capítulo de la segunda temporada. Fue estrenado el 10 de junio de 1998.

## Trama
Los niños están sobre el autobús, que circula por una montaña. Cuando el autobús casi se cae por un barranco, la Sra. Crabtree va a buscar ayuda, diciendo a los niños que no abandonen el autobús, porque si no un monstruo grande y terrorífico los comerá. Los niños permanecen allí y recuerdan sus experiencias pasadas.
Las escenas mostradas son de los episodios Cartman Gets an Anal Probe, Weight Gain 4000, Volcano, Death, así como momentos del mismo episodio. Sin embargo, cada una de estas memorias es diferente de lo que en realidad había pasado. Por ejemplo, se muestra dos veces a Stan besando a Wendy en vez de vomitando de pánico cuando ella se dirige a él; Kenny mata a la Muerte en vez de al contrario; la pierna de Scuzzlebutt es jugada por Brent Musburger y Sr. Garrison pega un tiro a Kathie Lee Gifford porque ella es una especie de alienígena. Además, en el final de todos los recuerdos, la gente acaba comiendo helado o algo sucede relacionado con él. Después de los finales de cada recuerdo, el que los contaba termina con: "¡Ahora esto es a lo que llamó una situación difícil!", y todos se ríen al oírlo. Algunas memorias no son de South Park; otra era la parodia de la serie de Fonzie llamada Dias Felices con el capítulo llamado "Fonzarelli Intrépido". Más tarde, cuando un niño en un uniforme rojo Starfleet trata de dejar el autobús, un monstruo gigantesco negro realmente salta. Después del comer él, el monstruo pone el sitio al autobús, llevándose a Kenny (quien por lo visto muere).
Sra. Crabtree, sobre su viaje, encuentra a un imitador Elvis Marcus llamado (o Mitch; esto sigue cambiándose). Tratando de conseguir la ayuda, un agente la encuentra gracioso y ella se hace un cómico. Ella aún aparece sobre el show de Jay Leno. Por ahora, ella ha olvidado del rescatar los niños varados. Sin embargo, ella entonces se marcha, pero los dos permanecen cercanos. Detrás en South Park, Sr. Mackey convence a los padres que sus niños se han escapado, y ellos continúan la TV que trata de conseguir a sus niños para volver.
En el retroceso final, Cartman recuerda la aventura para identificar a su padre, pero él lo recuerda incorrectamente con su padre que ser John Elway (esto da vuelta hacia fuera para ser parcialmente verdadero, como su padre ERA un Mustango de Denver). Cuando corregido por Kyle ("pensé que su padre era su madre ' la causa ella tenía un pene"), Cartman se enfadada, y se mueve a la parte trasera del autobús para atacar a Kyle. Esto hace que el autobús se acerque la roca, rompiéndolo en la mitad y haciendo que Craig caiga en la zanja. Entonces el autobús se cae en la zanja, que aterriza en una tina gigantesca del helado. Cartman de repente realiza como poco sentido todo hace y se despierta en su propia cama. Su madre entra con el desayuno, y Cartman le explica su sueño. Ella entonces le ofrece algunos escarabajos para el desayuno, y ellos comen. En este mismo momento, Stan se despierta en su cama, y llama Kyle para hablar del sueño extraño que él tenía.

## Producción
Ese episodio también se llamada "Flashbacks" (Recuerdos).

## Personajes
- Stan Marsh
- Kyle Broflovski
- Eric Cartman
- Kenny McCormick
- Clyde Donovan
- Bebe Stevens
- Ms. Crabtree
- Jay Leno
- Liane Cartman
- Sharon Marsh
- Randy Marsh
- Sheila Broflovski
- Gerald Broflovski
- Scuzzlebutt
- Brent Musberger
- Mr. Mackey
- Kathie Lee Gifford
- Dr. Mephesto
- La Muerte
- Marvin Marsh
- La Alcaldesa McDaniels
- Aliens
- Craig (cameo)